# Bombax insigne
Bombax insigne är en malvaväxtart som beskrevs av Nathaniel Wallich. Bombax insigne ingår i släktet Bombax och familjen malvaväxter. Inga underarter finns listade i Catalogue of Life.